# Jeroni Miquel Suñol i Pujol

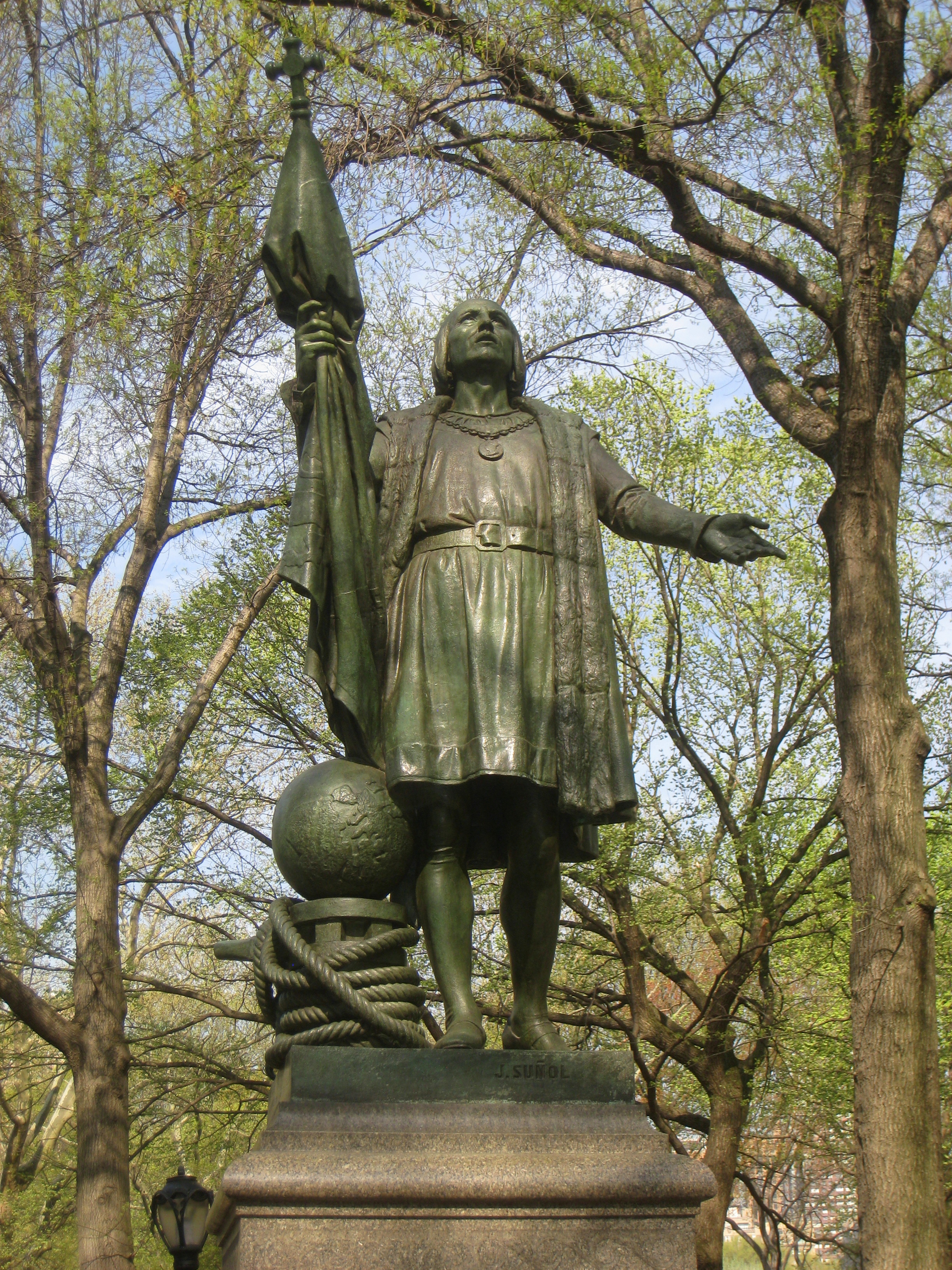
El Cristòfor Colom de Suñol al Central Park de Nova York (1892)

Jeroni Miquel Suñol i Pujol, més conegut com a Jeroni Suñol (Barcelona, 13 de desembre de 1839 – Madrid, 16 d'octubre de 1902) fou un escultor català establert a Madrid.

## Biografia

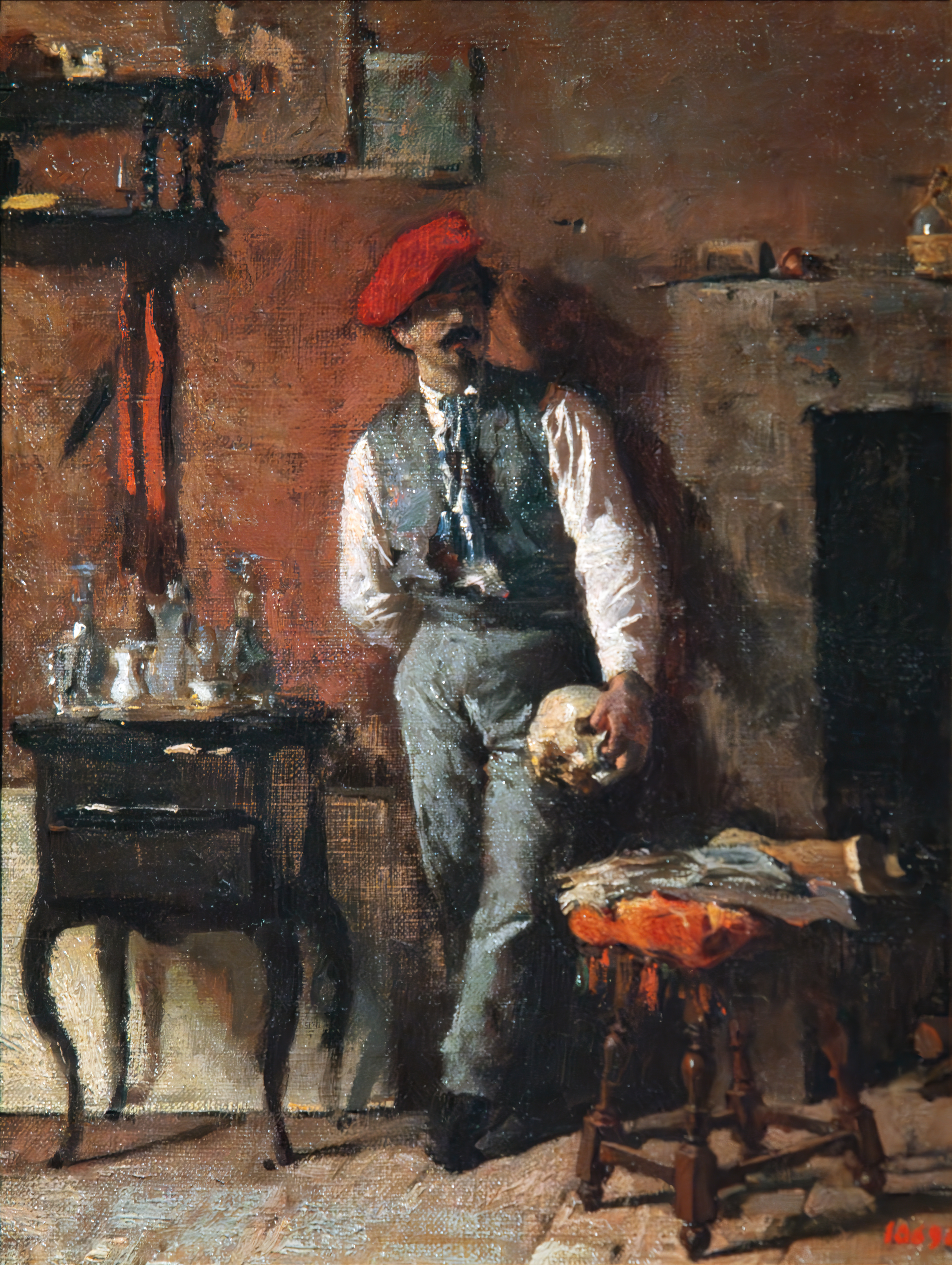
Retrat de l'escultor Jeroni Suñol - Marià Fortuny

Es va formar a l'Escola de la Llotja de Barcelona, complementant els seus estudis al taller d'un imatger anomenat Passavell i, sobretot, al taller dels germans Vallmitjana. El 1858 va obtenir una beca per anar a estudiar a Roma, igual que havien fet altres escultors catalans. Allà va establir contacte amb Marià Fortuny i el seu cercle d'amistats. És en aquesta època quan va realitzar l'escultura "Dant", una de les seves obres més conegudes, amb què va guanyar una medalla de plata a l'Exposició Nacional de Belles Arts de Madrid el 1864. Una de les versions de Dant es troba al Museu Nacional d'Art de Catalunya on es conserven altres obres seves (bust femení, aprenent d'escultor) i també el retrat d'ell pintat per Fortuny. El guix original i una altra versió del Dant en bronze també es poden trobar al Museu del Prado.
Una altra obra destacada de Suñol és l'Himeneu, amb què va guanyar una medalla a l'Exposició Nacional de Belles Arts del 1867.
Tornat de Roma es va establir a Barcelona (1875) i posteriorment a Madrid, on va acabar residint i on va adquirir cert reconeixement i va rebre encàrrecs per realitzar diversos monuments.
Des del 1882 va formar part de la Reial Acadèmia de Belles Arts de San Fernando.
Entre els encàrrecs d'escultura monumental realitzats per Suñol sobresurtenː
- Monument a Pedro Duro Benito (1895, La Felguera, Llangréu)[5]
- Monument a Cristòfor Colom (1885, Plaza de Colón, Madrid)[6]
- Versió en bronze de l'escultura del Monument a Colom de Madrid (1892, Nova York, Central Park) fosa per Frederic Masriera a Barcelona[7]
- Monument al Marquès de Salamanca (1902, Madrid)[8]
- Monument funerari del general O'Donell (església de Santa Bàrbara, Madrid)
- Monument funerari del general Alvarez de Castro (1880, església de Sant Feliu, Girona)
- Sepulcre del Doctor Salazar (Cementiri de Madrid)
- Decoració del Palau de Linares, a Madrid
- Estàtua de la musa Euterpe als jardins d'Euterpe de Barcelona (encàrrec de J.A. Clavé)
- Estàtues de Sant Pere i Sant Pau per a l'església de San Francisco el Grande de Madrid

Deixebles o col·laboradors seus van ser els escultors Aniceto Marinas, Antoni Parera, Pagès i Serratosa, Medard Sanmartí i Cipriano Folgueras, entre d'altres.
Jeroñi Suñol és un exponent destacat de la important expansió i potencial productiu que assoliren els escultors catalans durant el segle xix, amb capacitat per exportar obra arreu de l'estat espanyol i també a l'estranger. El seu estil pot ser adscrit al realisme predominant durant la segona meitat del segle xix.
La seva germana Dolors es va casar amb Domènec Batlló i Barrera, de la nissaga dels Batlló, propietaris de la important fàbrica tèxtil Can Batlló, el seu nebot Romà Batlló i Sunyol o Suñol, que era fotògraf, va fer-li moltes fotografies i va heretar el seu taller. Finalment una part important d'aquest fons es va incorporar als Museus d'Art de Barcelona.

## Premis i reconeixements
- 1864 - Segona Medalla a l'Exposició Nacional de Belles Arts de Madrid (Dant)
- 1866 - Primera medalla a l'Exposició Nacional de Madrid (Himeneu)
- 1867 - Tercera Medalla a l'Exposició Universal de París